# Лукаш, Ян (хоккеист)
Ян Лукаш (чеш. Jan Lukáš; 2 июня 1993, Оломоуц, Чехия) — чешский хоккеист, вратарь. В настоящее время является игроком клуба «Оломоуц», выступающего в Чешской экстралиге.

## Биография
Во всех молодёжных категориях Ян Лукаш считался очень талантливым, а в юниорском хоккее был самым лучшим. В сезоне 2010/2011 имел лучший процент по пропущенным шайбам в юниорской экстралиге.
В 2011 году впервые выступил в форме национальной команды. За сборную U19 сыграл 7 матчей. Сезон 2012/2013 получился удачливым для высокого вратаря. Благодаря результатом оломоуцкой юниорки, Ян получил вызов в молодёжную сборную на чемпионат мира 2013 в Уфе, где был третьим вратарём. В этом же сезоне молодой голкипер успел привести юниорский клуб «Оломоуца» к бронзе в экстралиге. В апреле смог показать себя во взрослой первой лиге. В премьерных матчах мужской категории ему всё удавалось. В трех матчах он пропустил только 4 шайбы, а его показатель отбитых бросков составил 96%. После этого Лукаш перешёл в КХЛ, подписав контракт с пражским «Львом». Ян дебютировал в КХЛ 29 сентября 2013 года в матче против новосибирской «Сибири». Молодой вратарь провёл на льду 39 минут и 36 секунд, отразив 11 бросков из 12-ти.
Летом 2014 года перешёл в пражскую «Спарту», где провел следующие два сезона. Перед началом сезона 2016/17 перебрался в «Младу Болеслав». Через год подписал контракт с клубом словацкой экстралиги «Банска-Бистрица», в котором стал чемпионом Словакии 2018 года. После удачного сезона в Словакии вернулся в родной «Оломоуц», за который выступает сейчас. Является сменщиком основного вратаря команды Бранислава Конрада.

## Достижения
- Чемпион Словакии 2018
- Лучший вратарь словацкой экстралиги по коэффициенту надёжности (1.93 гола за матч)